# Nossa Senhora da Conceição
Nossa Senhora da Conceição – parafia (freguesia) gminy Angra do Heroísmo. W 2011 miejscowość była zamieszkiwana przez 3717 osób.